# Bothrops sanctaecrucis
Bothrops sanctaecrucis är en ormart som beskrevs av Hoge 1966. Bothrops sanctaecrucis ingår i släktet Bothrops och familjen huggormar. Inga underarter finns listade.
Arten förekommer i Bolivia. Honor lägger inga ägg utan föder levande ungar.